# 2020年副熱帶風暴阿爾法
副熱帶風暴阿爾法（英語：Subtropical Storm Alpha）是有史以來第一個被觀測到登陸葡萄牙本土的副熱帶或熱帶氣旋，同時也是2020年大西洋颶風季第22個副熱帶或熱帶氣旋、第21個被命名的風暴，其在9月15日被國家颶風中心監測，最初並不認為該低壓區會增強為一股熱帶或副熱帶系統，而其在持續以偏東往偏東南移動的期間，也近乎沒有進一步發展。直至9月17日，低壓區開始脫離鋒面結構，開始針對對流雲系進行組織，在接近伊比利亚半岛時被歸類為副熱帶氣旋，並認為已經進一步增強為副熱帶風暴且獲名「阿爾法」。阿爾法於9月18日傍晚在葡萄牙菲蓋拉-達福什以南登陸，並在葡萄牙東北部山區迅速減弱，最終在9月19日觀測到其已成為殘留低氣壓。
葡萄牙在此次風暴影響下，發生了至少兩起EF1等級的龍捲風，西班牙也有一人因強風而罹難，但阿爾法所導致的災情屬副熱帶氣旋所導致的災情中較輕微的，儘管阿爾法影響西班牙與葡萄牙時已經是殘留低氣壓，但仍造成超過2000萬歐元的災害損失，其中大部分都發生在葡萄牙。

## 發展
阿爾法是9月14日自東北大西洋上空的一個廣闊低壓帶發展。伴隨著一個強大的高空槽向東南移動，並在亞速群島以北約930公里處的海面上形成割離低壓，該低壓與下層的鋒面交互形成強大的低壓槽，該低壓槽迅速加深，並於當天達到溫帶氣旋的巔峰，一分鐘最大持續風速達每小時112公里，中心最低氣壓為992百帕。此時的溫帶氣旋的烈風半徑非常龐大，從其環流中心外擴至500公里以上。然而此低壓區在最初移動速度非常緩慢，國家颶風中心在9月15日開始監測該系統是否可能發展成副熱帶或熱帶氣旋，而低壓區在此時正往東南移動並有減弱的趨勢，這是因為該低壓區正在靠近葡萄牙以西的異常溫暖海域，該海域的海溫約為攝氏22度，縱使這海溫偏低並不足以支持熱帶氣旋的生成。
低壓區的風場在9月16日開始縮小且鋒面的特徵逐漸模糊，國家颶風中心在此時評估發展機會僅有20%。然而，低壓區的中心附近對流與雷暴變得更加集中且具有組織性，新形成的中心很快取代舊有的中心成為該非熱帶系統的主要特徵。在事後分析中，國家颶風中心表示，阿爾法因為其低氣壓特徵與雷暴雲系變得組織有序，因而在世界協調時9月17日6時發展為副熱帶風暴。隨後，阿爾法加速向東北移動，結合葡萄牙的氣象雷達、散射計及衛星雲圖的風力分析顯示，阿爾法在世界協調時9月18日0時達到巔峰，此時距離葡萄牙海岸僅417公里，一分鐘最大持續風速達每小時80公里。
阿爾法直至在世界協調時18時40分，於菲蓋拉-達福什以南約17公里處仍保持其強度。最終，其中心最低氣壓估計為996百帕，其是依據葡萄牙蒙蒂雷亞爾所測得的地面壓力999百帕進行推估。阿爾法在登陸後持續向內陸移動，其小型的低層環流開始迅速衰減，並在世界協調時9月19日0時減弱為副熱帶低壓，並在當日晚些時候移動至葡萄牙東北部山區，並成為殘留低氣壓。

## 影響

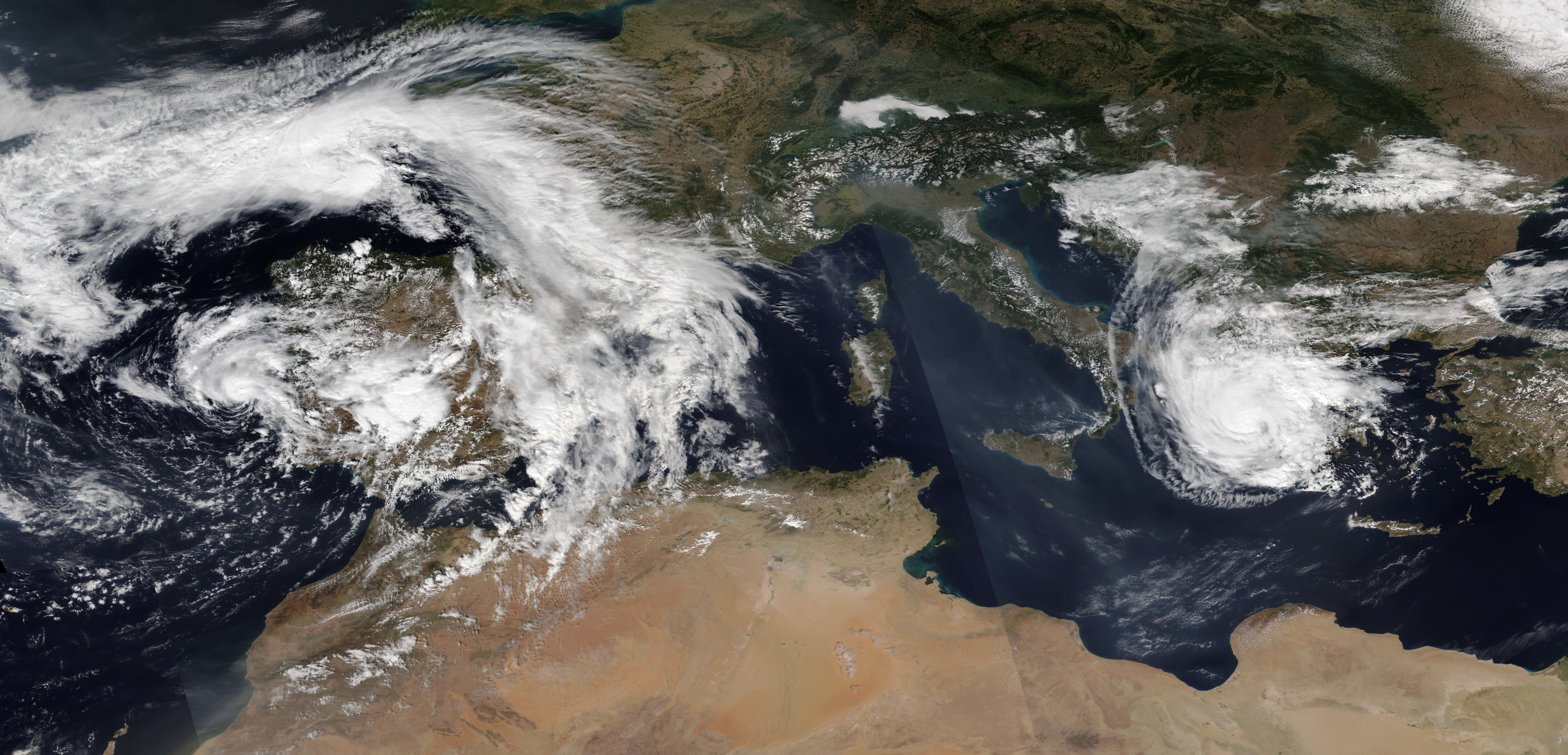
2020年副熱帶風暴阿爾法（左）和地中海颶風伊亞諾斯（右）於9月18日同時影響歐洲

葡萄牙海洋與大氣研究所在9月18日發布了橙色警告，並表示科英布拉和雷里亞地區將面臨強風與暴雨的威脅。阿爾法導致大面積停電，並有數棵樹木連根拔起且有數十輛汽車受損。該系統相關的颮線所產生的最大陣風達每小時80公里的風速，並造成至少兩起EF1等級的龍捲風，一起發生在帕爾梅拉，並未造成損失，而另外一起發生在貝雅，共造成100棵樹連根拔起且有30至40輛汽車受損。部分報導指出，有一部份的建築物的屋頂有輕微損壞，也被視為與在貝雅發生的龍捲風有關。由於，葡萄牙西部的一些城市街道發生暴洪，並以塞图巴尔最為嚴重。波爾圖的降雨量觀測到68.2毫米，蒙蒂雷亞爾則測得高達每小時90公里的最大陣風。卡卡維洛斯海灘受到阿爾法的長浪影響造成輕微侵蝕。萊里亞的一座無線電塔受強風侵襲而受損嚴重，被認定無法修復。葡萄牙全國各地有203起樹木被連根拔起，174起輕微水災，88個建築物受損，82條道路被瓦礫堵塞。其中，143起發生在萊里亞地區，135起發生在里斯本區。阿爾法在葡萄牙造成2000萬歐元的損失，而在10月下旬遭受到風暴芭芭拉侵襲。
在阿爾法登陸葡萄牙後，西班牙国家气象局在9月18日向馬德里、埃斯特雷马杜拉、阿拉贡及加泰罗尼亚發布橙色警告，並表示可能會出現暴雨、冰雹與強陣風。西班牙當局亦針對卡斯蒂利亚-莱昂及卡斯蒂利亚-拉曼恰發布黃色警告。阿爾法的殘留低氣壓持續向東移動，並將風雨進一步帶到西班牙。卡斯蒂利亚-拉曼恰的新聞通訊社指出，阿爾法侵襲的期間，該地的樹木被連根拔起，並發生輕微洪災，並在9月19日中午前後進行了數次水上救援。阿爾法的殘留低氣壓所產生的雷暴持續快速移動至瓦倫西亞，並在當地產生了半小時38毫米的降雨量，直至其完全離開地中海。報告指出，科里亞測得每小時94公里的最大陣風。阿爾法的殘留低氣壓在馬德里造成一列載有25人的火車出軌，但無人受重傷，而在卡尔萨迪利亚有一名婦女因牛棚倒塌而死亡。翁斯島亦受雷擊影響而引起森林火災。

## 紀錄

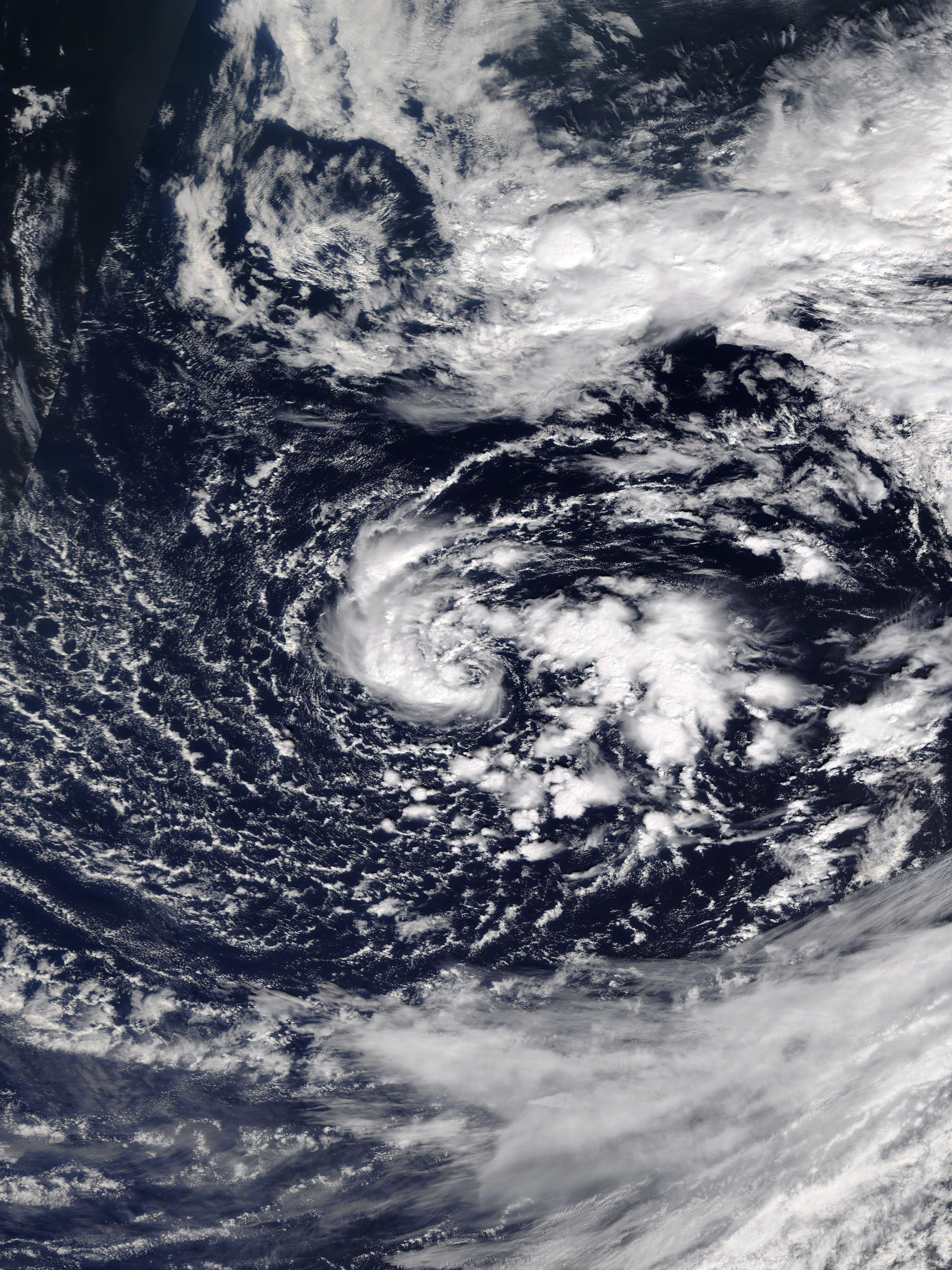
在9月17日成為副熱帶風暴的阿爾法

阿爾法是有紀錄以來，第22個北大西洋副熱帶或熱帶氣旋，超越2005年颶風威瑪於10月17日升格的舊記錄，其在不尋常的西经18.0°生成，僅次於1973年熱帶風暴克里斯汀在西经14.0°生成所創下的紀錄。阿爾法在登陸後，成為目前已知第一個在葡萄牙登陸的副熱帶或熱帶氣旋。此外，當時地中海颶風伊亞諾斯正在接近希臘，是有紀錄以來，第一次有兩個具副熱帶或熱帶特徵的氣旋同時襲擊歐洲大陸。
2020年大西洋颶風季是繼2005年大西洋颶風季用盡21個風暴名字命名表的颶風季，因此必須使用希臘字母表輔助列表進行命名。世界氣象組織在2021年3月決定加入新的21個新名字作為此輔助列表所使用的名稱，因此「阿爾法」等希臘字母將不會再被用來命名大西洋的颶風。

## 釋義
1. ↑  「割離低壓」係指自基本西風氣流中移出，並位於此氣流南方之一冷低壓，亦稱切斷低壓。此種低壓在大氣上層頗為顯著，一般多出現在切斷高壓之西南方及東南方，亦可自伴隨槽線之主低壓中分離出來[5]。

## 來源
1. 1 2 3 4 5 6 7 8 9 10 11 12 13 14 15 16  Brown, Daniel.  (PDF). Tropical Cyclone Report. Miami, Florida: National Hurricane Center. 2021-01-28  [2021-05-14]. （原始内容存档 (PDF)于2021-06-24）.
2. 1 2  . www.theportugalnews.com. The Portugal News. 2020-09-25  [2021-05-14]. （原始内容存档于2022-12-17）.
3. 1 2  . www.tsf.pt. TSF. 2021-02-11  [2021-05-14]. （原始内容存档于2022-12-17）.
4. ↑   (PDF). Aon. 2020-10-08  [2020-10-08]. （原始内容存档 (PDF)于2020-10-08）.
5. ↑  財團法人氣象應用推廣基金會. .   [2023-08-22]. （原始内容存档于2022-08-12）.
6. ↑  Blake, Eric. . nhc.noaa.gov. Miami, Florida: National Hurricane Center. 2020-09-15  [2020-09-18]. （原始内容存档于2022-12-17）.
7. ↑  Berg, Robbie. . nhc.noaa.gov. Miami, Florida: National Hurricane Center. 2020-09-15  [2020-09-18]. （原始内容存档于2022-12-17）.
8. ↑  Andrew Latto. . nhc.noaa.gov. Miami, Florida: National Hurricane Center. 2020-09-17  [2020-09-18]. （原始内容存档于2022-12-17）.
9. ↑  Blake, Eric. . nhc.noaa.gov. Miami, Florida: National Hurricane Center. 2020-09-18  [2020-09-18]. （原始内容存档于2022-12-17）.
10. ↑  Blake, Eric. . nhc.noaa.gov. Miami, Florida: National Hurricane Center. 2020-09-18  [2020-09-18]. （原始内容存档于2020-10-09）.
11. ↑  . www.noticiasdecoimbra.pt. Notícias de Coimbra. 2020-09-18  [2020-09-18]. （原始内容存档于2022-12-17）.
12. 1 2 3  . Observador. 2020-09-18  [2021-05-14]. （原始内容存档于2022-12-17）.
13. ↑  Meteo Trás-os-Montes - Portugal [@MateoTrasMontPT].  (推文). 2020-09-18  [2021-02-07] –Twitter.
14. 1 2  marekkucera. . mkweather. 2020-09-20  [2021-05-14]. （原始内容存档于2022-12-17）.
15. ↑  . Visão. 2020-09-18  [2021-05-14]. （原始内容存档于2022-12-17）.
16. ↑  Rainho, Martine. . Região de Leiria. 2020-09-19  [2020-09-19]. （原始内容存档于2023-08-10）.
17. ↑  . SAPO. 2020-09-19  [2020-09-19]. （原始内容存档于2022-12-17）.
18. 1 2  . www.elconfidencial.com. 2020-09-18  [2021-05-13]. （原始内容存档于2022-12-17）.
19. ↑  . Encastillalamancha. 2020-09-19  [2021-05-13]. （原始内容存档于2023-08-22）.
20. ↑  . Cadena SER. 2020-09-19  [2021-05-13]. （原始内容存档于2023-08-22）.
21. 1 2  . telecinco. 2020-09-18  [2020-09-18]. （原始内容存档于2021-07-05）.
22. ↑  Sosnowski, Alex. . newscentermaine.com. Portland, Maine: WCSH. 2020-09-17 [Updated 20 September 2020]  [2020-11-06]. （原始内容存档于2020-11-10）.
23. ↑  Masters, Jeff; Henson, Bob. . Yale Climate Connections. New Haven, Connecticut: Yale Center for Environmental Communication, Yale School of the Environment. 2020-09-18  [2020-11-06]. （原始内容存档于2020-10-03）.
24. ↑  Blašković, Teo. . The Watchers - Daily news service | Watchers.NEWS. 2021-09-21  [2021-05-14]. （原始内容存档于2023-08-22）.
25. ↑  Machemer, Theresa. . Smithsonian. 2020-09-24  [2020-11-05]. （原始内容存档于2023-06-01）.
26. ↑  . Geneva, Switzerland: World Meteorological Organization. 2021-03-17  [2021-03-17]. （原始内容存档于2021-09-17）.